# ماكسيميليانو بلانكو
ماكسيميليانو بلانكو (بالإسبانية: Maximiliano Blanco) هو لاعب كرة قدم أرجنتيني في مركز الدفاع، ولد في 1 أغسطس 1977 في مورون في الأرجنتين. لعب مع باراكاس سينترال وتيغري وديبورتيفو إسبانول وسوسيداد ديبورتيفو كيتو.

## وصلات خارجية
- ماكسيميليانو بلانكو على موقع قاعدة بيانات كرة القدم.إي يو (الإنجليزية)
- ماكسيميليانو بلانكو على موقع Soccerway.com (الإنجليزية)